# Eugen I. Melik
Eugen I. Melik (n. 1876 – d. 1957) a fost un profesor universitar și deputat român.

## Biografie
Eugen Melik s-a născut pe data de 4 decembrie 1876 în orașul Iași și a decedat în anul 1957. Este fiul cunoscutului junimist și matematician de origine armeană Ioan Mire Melik. A fost căsătorit cu Elena Despa Boldescu (n. 1887 – d. 1940), sora moșierului Boldescu de la Mănăstireni. Împreună au avut trei fete: fata cea mai mare Maria-Ana (Mariana) (n. 1910 - d. 2000), fata mijlocie Ioana (n. 1912 – d. 1947) și cea mai mică Nicoleta (Coleta) (n. 1917). 

## Studii și carieră
Așa cum acesta susține în autobiografia sa din Memoriu și Lucrări Științifice prezentate pentru ocuparea catedrei de Drept internațional public, studiile primare și liceale le-a făcut în Institutele-Unite. Examenul de bacalaureat l-a dat la Universitatea din Iași, în anul 1894. Legat de studiile sale universitare, le-a urmat și finalizat la Paris. Facultatea de drept a Universității din Paris a absolvit-o în anul 1897 („Noembrie 1897”). Tot la aceeași universitate, simultan cu studiile în drept, a urmat între anii 1894-1898 și cursurile Facultății de litere, pe secția Istorie, „luând parte activă la lucrările ei seminariale”. 

## Moștenire
O parte a vieții sale a locuit la Costești, Botoșani unde a construit un conac cunoscut și astăzi drept Castelul lui Melik, asemănător unei curți regești. Conacul a fost construit atât ca urmare a dorinței tatălui său I. Mire Melik, cât și ca moșie unde Eugen Melik dorea să-și petreacă bătrânețile. Visul său a fost spulberat de izbucnirea celui de-al Doilea Război Mondial și de ocuparea castelului pe rând de către armată germană și apoi cea sovietică, aducându-l într-o stare de nelocuit. Din anul 1948, regimul comunist trec în proprietatea statului conacul care devine stația Popăuți S.C.Z. 
O scurtă perioadă a făcut politică, fiind ales deputat în Parlamentul României. A fost catalogat drept susținător și apropiat al lui Nicolae Iorga (iorghist).